# Phyllonorycter menaea
Phyllonorycter menaea är en fjärilsart som först beskrevs av Edward Meyrick 1918.  Phyllonorycter menaea ingår i släktet guldmalar, och familjen styltmalar.
Artens utbredningsområde är Pakistan. Inga underarter finns listade i Catalogue of Life.